# Acacinae
Sous-famille
Les Acacinae sont une sous-famille d'opilions laniatores de la famille des Assamiidae.

## Distribution
Les espèces de cette sous-famille se rencontrent en Afrique de l'Est et en Afrique centrale.

## Liste des genres
Selon World Catalogue of Opiliones (31/05/2021) :
- Acaca Roewer, 1935
- Acanthacaca Roewer, 1952

## Publication originale
- Roewer, 1935 : « Alte und neue Assamiidae. Weitere Weberknechte VIII (8. Ergänzung der "Weberknechte der Erde" 1923). » Veröffentlichungen aus dem Deutschen Kolonial- und Übersee-Museum in Bremen, vol. 1, no 3, p. 1–168.